# Korskoppling
Korskoppling är i telefonisammanhang den plats i en telestation där förbindelser i de delar av telenätet som befinner sig utanför telestationen (linjesidan) kan kopplas till olika teleutrustningar i telestationen (stationssidan).